# Diego de Holguín
Diego de Holguín, 1486-1556, primer alcalde de la Villa de San Salvador, en abril de 1525. Tuvo destacada actividad en la conquista de muchos pueblos en las islas del mar Caribe, América Central y México, en donde se hizo renombre, fama y valentía.

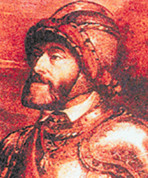
Diego de Holguin

## Biografía
Nació alrededor de 1486 en un pueblo español llamado Tona o Sona. Llegó a América muy joven, se instaló en La Española (hoy República Dominicana) en 1506. Ahí participó en la fundación de las poblaciones de Aragua, Puerto Real y Ciudad de la Vega.
El capitán Diego de Holguín participó en la conquista de Coactemalán, Izalco y Cuzcatlán bajo las órdenes del Adelantado Pedro de Alvarado. Fue regidor del ayuntamiento de Santiago de Los Caballeros de Guatemala. Junto a Gonzalo de Alvarado, fue uno de los fundadores del primer asentamiento de San Salvador, contiguo a una fortificación cuzcatleca.[cita requerida]
En el acta del cabildo de Santiago de los Caballeros de Guatemala del viernes 12 de agosto de 1524, es mencionado su apellido entre los que se recibieron por vecinos en la ciudad.
En el acta del cabildo de Santiago de Guatemala del 8 de enero de 1525, es nombrado uno de los cuatro regidores designados por Pedro de Alvarado para el cabildo.
En el acta del cabildo del 6 de mayo de 1525, se elige a Francisco de Arévalo como regidor del cabildo en lugar de Diego de Holguín por haberse ido a vivir en la a villa de San Salvador en que ya era alcalde.
El acta del 21 de noviembre de 1527 lo menciona nuevamente como vecino de la ciudad de Santiago de Guatemala.

## Reconocimientos
En 2005, se inició la construcción de la Primera Vía Rápida de Centroamérica, localizándose en la salida de San Salvador hacia el occidente del país, llevando por nombre "Diego de Holguín".
Para el 25 de noviembre de 2012 se prevé la finalización de la construcción del "Boulevard Diego de Holguín". Aunque se planea cambiar de nombre al momento de inaugurarlo.
El 22 de noviembre de 2012, se dio a conocer que el bulevar se llama Monseñor Romero y se inaugura el 25 de noviembre por el presidente de la República de El Salvador Mauricio Funes y con la conducción del Ministro de Obras Públicas Gerson Martínez.